# همخوان روان
در آواشناسی، همخوان روان (انگلیسی: Liquid consonant) به رده‌ای از همخوان‌ها گفته می‌شود که شامل همخوان‌های کناری مانند [l] و [l] می‌شود.
همخوان [l] آواهای گوناگونی را دربر می‌گیرد که همگی زیر عنوان ر-آواها قرار می‌گیرند.
مرسوم‌ترین نوع کناری‌ها، کناری واک‌دار ناسوده است که همراه با ر-آواها در زیرگروه روان‌ها دسته‌بندی می‌شود.
الگوی سازه‌ای همخوان‌های روان بسیار شبیه به واکه‌ها است. از نظر جایگاه تولید، هردوی آن‌ها لثوی هستند و چون گیرش در ناحیه لثه سبب افزایش سازه دوم و سوم می‌شود، بنابراین انتظار می‌رود که میزان سازه دوم و سوم این دسته از همخوان‌ها افزایش یابد.

## شیوه تولید
/l/، همخوان کناری، روان(نزدیک شونده)، لثوی، دهانی، واکدار
شیوه تولید: برای تولید این همخوان، نوک زبان به لثه بالا می چسبد، و نیز دو طرف تیغه زبان به دیواره دندانهای بالا متصل می گردد به گونه ای که یک گرفتگی در قسمت جلوی دهان ایجاد می شود، ولی گرفتگی مذکور مانع خروج هوا نمی گردد، زیرا بقیه حاشیه های زبان تا اطراف کام فاصله قابل ملاحظه ای دارند، و از این رو هوا به راحتی می تواند از دو طرف دهان و یا از یک طرف آن، بدون اینکه سایش ایجاد شود، به خارج عبور نماید. نرمکام عبور هوا را از بینی مسدود می کند. این آوا واکدار است.

/y/، همخوان روان (نزدیک شونده)، کامی، دهانی، واکدار
شیوه تولید: هنگام تولید این همخوان هیچ نوع مانع یا تنگی مجرا که عبور هوا را مانع شود یا تولید سایش نماید، در دهان وجود ندارد. اندامهای تولید کننده این همخوان زبان و کام هستند.واجگاه آن سطح وسیعی از کام را دربرمی گیرد، و از این لحاظ می توان دو نقطه آغازی و پایانی برای آن در نظر گرفت: نقطه آغازی یعنی جایی که تولید /y/ همیشه از آن نقطه شروع می شود، همان محل تولید واکه /i/ می باشد. به این معنی که جلوی زبان به طرف سختکام بالا رفته در فاصله ای از آن قرار می گیرد که برای تولید /i/ لازم است. نقطه پایانی واجگاه /y/ واکه پس از آن است. بین این دو نقطه آغازی و پایانی، یک یا دو قسمت از زبان تغییر موضع می دهد. این آوا واکدار می باشد.